# 예쓰

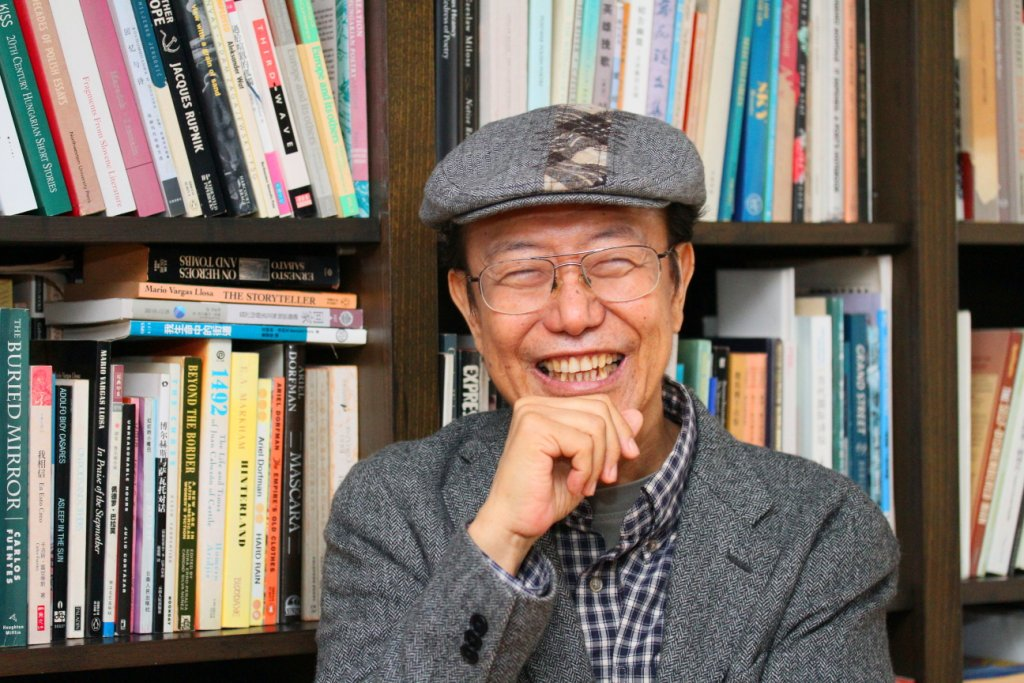

예쓰(也斯, 본명: 량빙쥔(梁秉鈞), 1949년 3월 12일 ~ 2013년 1월 5일)는 홍콩의 시인, 소설가, 수필가, 번역가, 교사, 학자이다.

## 생애
1949년 중국 광둥성(廣東省) 신후이(新會)에서 태어나서 그 이듬해인 1949년에 부모님을 따라 홍콩으로 이주했고 네 살 때 아버지를 여의었다. 비록 출생지는 중국 대륙이지만 홍콩에서 성장하고, 홍콩에서 살고 있는 그는 자신이 홍콩에서 태어났다고 말할 정도로 홍콩인으로서의 자부심을 가지고 있다.
예쓰는 홍콩뱁티스트칼리지 영문과를 졸업한 후 1970년에서 1978년 사이에 언론사에서 일했다. 1978년 여름 캘리포니아대학 샌디에이고에 유학해 비교문학을 전공하고 1984년에 박사학위를 받았다. 홍콩에 돌아온 후 홍콩대학의 영어학과와 비교문학과에서 재직했으며, 지금은 홍콩의 링난대학(嶺南大學)에서 중문학과 교수로 재직 중이다.
예쓰의 본명은 룡빙콴(梁秉鈞)이다. 예쓰라는 필명은 중국 고문에서 자주 쓰이는 문법적 기능만 가진 두 개의 허사 ‘예(也)’와 ‘쓰(斯)’로 되어 있는데, 그에 따르면 필명에 대한 독자의 선입견을 배제하기 위해 특별한 의미가 없는 이 두 개의 허사를 선택했다고 한다. 하지만 그의 설명에도 불구하고 보통의 독자라면 금세 ‘yes’라는 단어를 떠올리게 될 것이며, 사실 그의 인품과 작품 역시 상당히 낙관적·긍정적이라는 점에서 잘 어울리는 필명이라고 할 수 있겠다.
그는 어렸을 때부터 독서를 무척 좋아했다. 초등학교 시절부터 ≪삼국지≫, ≪수호전≫ 등의 고대소설과 루쉰(魯迅), 선충원(沈從文) 등의 중국 현대소설 그리고 셰익스피어 등의 서양 소설을 읽었다고 한다. 어린 그로서는 세상의 이치를 깊이 있게 이해하지는 못했겠지만, 이러한 문학작품을 통해 직접적 체험에 국한된 현실의 생활을 더 넓은 삶으로 확장시킬 수 있는 기회가 되었고, 동시에 인간 삶에 대한 그의 지적 호기심을 더욱 고양시켜 주었다. 성장 과정에서 그의 독서 범위는 더욱 넓어졌는데, 특히 잭 케루악의 ≪길 위에서≫라든가 프랑스의 누보로망, 가브리엘 가르시아 마르케스의 ≪백년의 고독≫ 등 그가 대학 시절에 받은 미국·프랑스·남미 문학의 영향은 지금까지도 그의 창작에 영향을 미치고 있다.
그는 대학 재학 중이던 1968년부터 홍콩의 각종 간행물에 칼럼 산문을 쓰기 시작했고, 시·소설·수필·평론·번역·이론 등 다방면에 걸쳐 활동하면서 각종 간행물의 편집까지 맡는 등 홍콩 문단의 만능인으로 평가된다. 사실 예전부터 홍콩의 작가는 특정한 한 장르만을 다루기보다는 여러 장르에 걸쳐 활동하는 사람이 많았고, 이에 따라 장르 간의 상호 영향이나 중첩이 적지 않았다. 그런데 그중에서도 예쓰는 특별히 주목할 만하다. 그는 오랜 기간 주제·소재·체재·언어 등 모든 면에서 혼종을 시도하고 강조해 왔다. 예쓰의 혼종적 면모가 가장 먼저 드러나는 것은 그의 장르 파괴 내지 장르 혼종이다. 하지만 더욱 중요한 것은 장르에 상관없이 모든 작품에서 나타나는 그의 홍콩에 대한 시각과 묘사다. 그는 겉으로 보기에는 산만하기 짝이 없는 단편적 이미지와 이야기들을 통해서, 홍콩이라는 도시의 혼잡성과 산만성을 비판하는 것이 아니라 오히려 다문화가 혼재하고 혼융된 세계인으로서의 홍콩인과 세계 도시로서의 홍콩을 보여 주고자 하는 것이다.
예쓰는 소설이 사람의 욕망에 대해, 그리고 문화적 배경에 대해 더 깊이 이해할 수 있는 장르라고 생각한다. 그는 소설을 통해서 사람들이 처한 상황과 어려움을 이해하고 공감할 수 있으며, 따라서 상호 감정과 사고가 소통될 수 있다고 믿는다. 그의 소설 작품으로는 ≪용을 키우는 사람(養龍人師們)≫(1979), ≪종이 공예(剪紙)≫(1982), ≪섬과 대륙(島和大陸)≫(1987), ≪프라하의 그림엽서(布拉格的明信片)≫(1990), ≪기억의 도시·허구의 도시(記憶的城市·虛構的城市)≫(1993), ≪포스트식민 음식과 사랑(後殖民食物與愛情)≫(2009) 등이 있다. 그 외 산문집으로는 ≪비둘기의 아침 인사(灰鴿早晨的話)≫(1972), ≪신화의 오찬(神話午餐)≫(1978), ≪산수 인물(山水人物)≫(1981), ≪산수 풍광(山光水影)≫(1985), ≪도시의 노트(城市筆記)≫(1987), ≪쿤밍의 붉은부리갈매기(昆明的紅嘴鷗)≫(1991) 등이 있고, 시집으로는 ≪천둥소리와 매미 소리(雷聲與蟬鳴)≫(1979), ≪유시(遊詩)≫(1985), ≪박물관(博物館)≫(1996), ≪물건(東西)≫(2000) 등이 있으며, 평론집으로 ≪책과 도시(書與城市)≫(1985), ≪홍콩의 문화 공간과 문학(香港文化空間與文學)≫(1995), ≪홍콩 문화(香港文化)≫(1995) 등이 있다.
예쓰는 일찍이 1960년대부터 문단 활동에도 참가했으며, 1970년대에는 동료들과 함께 ≪문림(文林)≫, ≪사계(四季)≫, ≪중국학생주보 시의 밤(中國學生周報詩之夜)≫, ≪엄지(大拇指)≫를 간행했고, 1989년부터 홍콩비교문학학회 회장을 역임했다. 수상 경력 역시 남 못지않은데 그중 두어 가지만 소개하면 1991년에는 ≪프라하의 그림엽서≫로 홍콩행정부의 중문문학격년상(소설 부문)을 받았고, 1992년에는 시집 ≪도중에서―룡빙콴 시선(半途: 梁秉鈞詩選)≫으로 중문문학격년상(시 부문)을 받았으며, 특히 2011년에는 소설집 ≪포스트식민 음식과 사랑≫으로 홍콩중문문학상 대상을 받았다.
예쓰는 한국과도 인연이 깊다. 폐암으로 투병 직전까지 거의 매년 한국의 학술 대회나 문화 행사에 초청되었으며, 한국의 많은 학자, 문학가, 문화인과 지속적으로 교류하고 있다. 이 때문에 그의 작품에서는 한국과 관련된 부분이 적지 않게 등장한다. 물론 옮긴이들과도 아주 오랜 시간 꾸준히 인연을 이어 왔는데, 그를 아는 한국 사람들의 공통된 평가는 그가 사람들과 소통하기를 좋아하고, 여행을 좋아하며, 다양한 음식을 좋아하고, 매사에 호기심이 많으며, 그의 작품을 읽어 보면 그의 소탈한 성격, 은근한 유머, 따스한 품성이 저절로 떠오른다는 것이다. 다시 말해서 예쓰 자신이 바로 그의 소설이고, 그의 소설이 곧 예쓰 자신인 것이다.